# Hidan
 (mai 2024).
Hidan (飛段, Hidan) est un personnage du manga Naruto.
Hidan est un membre de la secte ″Lumière de Jashin ″qui intervient pour la première fois à la fin du chapitre 312 de Naruto. C’est un nouveau membre de l’organisation Akatsuki (il n’y est entré que récemment, avant Tobi) et fait équipe avec Kakuzu. Il possède l’anneau portant l’inscription « trois » (san) sur son index gauche. Il vient de Yu, un ancien village ninja ayant perdu sa force militaire lors de la 3e grande guerre ninja. Aucune information n'est donnée sur les autres membres de la secte.

## Profil

Bague d'Hidan.

### Histoire
Hidan menait une vie tranquille au village de Yu mais quitta celui-ci quand il apprit que son village ne désirait plus être un village ninja. Il déserta Yu et mena une vie paisible en continuant ses rituels de Jashinisme (religion qui consiste à croire en Jashin). Le Jashinisme demandant de sacrifier des personnes vivantes pour les rituels, devint rapidement une religion interdite, et toutes personnes pratiquant ces sombres rituels seront considérés comme étant de dangereux criminels. Hidan est le plus connu des Jashiniste et le seul dont le nom apparaît que ce soit dans le manga ou dans l'animé. Après avoir quitté son village, sa réputation d'immortel attira l'Akatsuki, une organisation constituée de criminels de rang S à lui. Il rejoint l'organisation et fait équipe avec Kakuzu, et on surnomma leur binômes "Les frères zombies" pour leur "immortalité". 
Au cours de ses périples, Hidan a affronté Yugito Nii, l’hôte de Nibi, les moines du Temple du Pays du Feu (notamment Chiriku, un des douze ninjas gardiens de Konoha) et l’équipe d’Asuma ; durant son combat contre ce dernier, Hidan est touché à plusieurs points vitaux et même décapité, mais étant immortel, il parvient à tuer Asuma grâce à sa technique particulière. Lors de la contre-offensive de Konoha, il affronte l’équipe de Kakashi et est battu par Shikamaru, grâce à un piège tendu par celui-ci dans la forêt sacrée du clan des Nara ; son corps est mis en pièces avec des parchemins explosifs allumés par Shikamaru grâce à une cigarette en hommage à son maître Asuma (il utilise son briquet dans l'anime), puis les morceaux sont ensevelis par des rochers dans un trou. Il n'est pas véritablement mort, sa tête étant intacte, et pouvait toujours parler et menacer Shikamaru de se venger du fond de sa « tombe ». Mais Hidan peut mourir s'il ne continue pas ses rituels habituels. L'auteur a déclaré qu'Hidan était donc mort de faim et de soif.

### Personnalité

Symbole Jashin

Hidan appartient à la religion de Jashin (ジャシン), un dieu qui prône la destruction totale de toute forme de vie. Tout ce qui est inférieur à la destruction est considéré comme un péché, c’est pour cette raison que Hidan déteste considérablement devoir capturer des adversaires vivants. Fervent croyant, il prie avant chaque combat à mener avec une chaîne de perle où est accroché le symbole de cette religion (constitué d'un triangle équilatéral et de son cercle circonscrit), et lorsque la bataille est terminée, il suit un rituel au cours duquel il doit rester allongé dans son symbole tracé sur le sol, une lance plantée dans le corps et prier pendant près d’une demi-heure. Hidan déteste être interrompu dans un combat ainsi que suivre les ordres qui lui sont imposés par Pain, qu’il ne respecte absolument pas, allant jusqu’à l’insulter devant les membres de l’organisation. Il est d’un tempérament assez impulsif et violent, n’hésitant pas à foncer tête baissée vers le danger quels que soient les risques, qu’il néglige du fait de son immortalité.
Hidan ne s’entend pas avec Kakuzu, dont il déteste le côté matérialiste (il n’accorde aucune importance à l’argent), mais est contraint de faire équipe avec lui : Kakuzu a déjà tué plusieurs anciens associés lors d'accès de fureur, or cela est impossible avec Hidan, en raison de son immortalité.

### Capacités
Pour se battre, Hidan se sert d’une faux de trois lames qu’il utilise comme un projectile qu’il peut commander à l’aide d’une corde de 15 mètres reliée à un système de bobines accroché à sa taille, et qui fait de lui, selon ses dires, le membre le plus lent d'Akatsuki. Cette faux n’est pas utilisée pour tuer l’ennemi, mais pour lui infliger des blessures et récupérer son sang, indispensable pour effectuer son rituel très particulier qui aura pour effet de le « relier » à lui, et qui se déroule en plusieurs étapes.
D’abord, Hidan prélève sur sa faux le sang de son adversaire, qu’il avale (une goutte suffit). À partir de ce moment, une sorte de « connexion » invisible le relie à ce dernier, et la peau de Hidan devient noire et striée de marques blanches à l’endroit où se situent les os, lui donnant un côté macabre. Ensuite, avec son propre sang, Hidan trace un pentacle sur le sol, formé d'un triangle équilatéral et de son cercle circonscrit (le symbole de sa religion), et se place à l'intérieur ; dès lors, toutes les blessures qu’il reçoit sont également infligées à son adversaire.
Une fois la cérémonie commencée, Hidan torture son adversaire en s'infligeant des blessures plus ou moins graves à l’aide d’une lance, avant de l'achever en se poignardant dans le cœur. Étant immortel mais non insensible à la douleur, il ressent celle-ci avec la même intensité que son adversaire, et semble même l'apprécier. Cette technique n’est efficace que s’il reste sur son emblème au sol ; s'il le quitte, le lien existe toujours et sa transformation physique reste, mais les blessures ne sont plus partagées.
Hidan forme un duo très puissant avec Kakuzu ; ils combinent leurs capacités efficacement, Kakuzu pouvant attaquer l’adversaire à distance sans se préoccuper de la sécurité de Hidan, pendant que celui-ci le harcèle au corps à corps pour récupérer son sang.

## Apparition dans les autres médias
Le personnage de Hidan est souvent développé dans des flash-backs, concernant Akatsuki. Et dans les jeux "Naruto Storm. Il est présent dans le film Naruto Shippuden: Road to Ninja et le roman Akatsuki Hiden : Éclosion des fleurs du mal. Dans un arc filler, lui et Kakuzu capturent Fû la Jinchuriki du démon à sept queues.  
Dans les épisodes 110 et 111 de l'anime Boruto, un personnage ressemblant fortement à Hidan est dévoilé. Mirai, fille d'Asuma, affronte ce personnage qui lui dit être un disciple de Jashin. Il s'agit finalement d'un imposteur qui voue un culte à Hidan, faisant tout pour lui ressembler.

## Techniques

Faux à trois lames

- Arcanes maudites - Pouvoir sur la mort par le sang (呪術・死司憑血, Jujutsu - Shijihyōketsu?)
Technique de malédiction qui consiste à lier physiquement deux personnes entre elles. L'initiateur de la technique doit tracer un symbole au sol (symbole de Jashin, un triangle dans un cercle) et se tenir dedans. Ensuite, il doit boire le sang de sa cible. À partir de ce moment, et tant que Hidan reste dans le symbole, toutes ses blessures se répercuteront sur la personne liée.

### Jeux vidéo
- Chasse aux esprits (呪術・御霊狩り, Mitamakari?)
Hidan réalise un combo d’une dizaine de coups avec sa faux, juste une attaque offensive.